# Kabwe Warriors FC
Kabwe Warriors Football Club is een Zambiaanse voetbalclub gevestigd in Kabwe. Opgericht als Broken Hill United, werd de club in 1966 hernoemd tot Kabwe Warriors. De thuisbasis is het Railway Stadium, dat plaats biedt aan 10.000 toeschouwers. Kabwe Warriors staat bekend onder de bijnamen "Magnificent People" en "Railmen" en wordt gesponsord door Zambia Railways. Momenteel speelt de club in de Zambia Super League, de hoogste voetbalcompetitie van Zambia.

## Geschiedenis
Kabwe Warriors vergaarde aanzien in de jaren 1970 en 1980 door het winnen van meerdere nationale titels en bekers. De club behaalde vijf keer de Zambiaanse Premier League-titel: in 1968, 1971, 1972, 1973 en 1987. Een van de meest bekende spelers in de geschiedenis van de club is Godfrey Chitalu, die in 1972 een recordaantal van 107 doelpunten scoorde voor club en land, wat hem een legendarische status binnen de club opleverde.
De club was ook actief in continentale competities, waaronder de African Cup of Champions Clubs, en bereikte in de jaren '70 en '80 de kwartfinales. Ondanks deze vroege successen degradeerde Kabwe Warriors in 2013, maar de club keerde al na één seizoen terug naar de Super League.

## Prijzenkast
- Zambiaanse Premier League: 5 titels (1968, 1971, 1972, 1973, 1987)
- Zambiaanse Beker: 5 titels (1967, 1969, 1972, 1984, 1987)
- Zambiaanse Challenge Cup: 8 titels (1970, 1972, 1989, 1991, 2002, 2003, 2005, 2007)
- Coca-Cola Cup: 1 titel (2006)

### Deelname aan CAF Competities
- African Cup of Champions Clubs: 3 keer, met de beste prestatie in de kwartfinales
- CAF Cup Winners' Cup: 3 keer